# Les Mayfield
Les Mayfield (* 30. November 1959 in Albuquerque, New Mexico) ist ein US-amerikanischer Filmregisseur und Filmproduzent.

## Leben
Les Mayfield wuchs in New Jersey auf und drehte bereits im Alter von 14 Jahren seine ersten 8-mm-Filme. 1982 schloss er sein Studium an der Filmfakultät der University of Southern California ab. Anschließend gründete Mayfield mit ZM Productions seine eigene Produktionsfirma, womit er fortan Hintergrundvideos zu Spielfilmen wie Indiana Jones und der Tempel des Todes, Zurück in die Zukunft und Das Reich der Sonne inszenierte und produzierte. Sein Regiedebüt gab er 1992 mit der Filmkomödie Steinzeit Junior. Anschließend inszenierte er mit Das Wunder von Manhattan und Flubber und produzierte er mit Himmlische Geschwister und Annabelles größter Wunsch Neuverfilmungen bekannter Hollywoodfilme.

## Filmografie (Auswahl)

### Produktion
- 1990: Psycho IV – The Beginning
- 1991: Hearts of Darkness – Reise ins Herz der Finsternis (Hearts of Darkness: A Filmmaker’s Apocalypse, Dokumentarfilm)
- 1994: Himmlische Geschwister (Escape to Witch Mountain)
- 1995: Annabelles größter Wunsch (Freaky Friday)
- 1997: Ein toller Käfer kehrt zurück (The Love Bug)
- 1997: Im Jenseits sind noch Zimmer frei (Tower of Terror)
- 1998: Familie Robinson aus Beverly Hills (Beverly Hills Family Robinson)

### Regie
- 1992: Steinzeit Junior (Encino Man)
- 1994: Das Wunder von Manhattan (Miracle on 34th Street)
- 1997: Flubber
- 1999: Der Diamanten-Cop (Blue Streak)
- 2001: American Outlaws
- 2005: Cool & Fool – Mein Partner mit der großen Schnauze (The Man)
- 2007: Code Name: The Cleaner